# 飯城勇三
飯城 勇三（いいき ゆうさん、1959年9月18日 - ）は、日本の翻訳者、評論家、エラリー・クイーン研究家。宮城県石巻市出身。東京理科大学理工学部卒業。
エラリー・クイーン・ファンクラブ会長。本格ミステリ作家クラブ会員。

## 受賞・候補歴
- 2011年 - 『エラリー・クイーン論』で第64回日本推理作家協会賞（評論その他の部門）候補、第11回本格ミステリ大賞（評論・研究部門）受賞[2]
- 2014年 - 『エラリー・クイーンの騎士たち 横溝正史から新本格作家まで』で第14回本格ミステリ大賞（評論・研究部門）候補[3]
- 2018年 - 『本格ミステリ戯作三昧 贋作と評論で描く本格ミステリ十五の魅力』で第71回日本推理作家協会賞（評論・研究部門）候補、第18回本格ミステリ大賞（評論・研究部門）受賞[4]
- 2021年 - 『数学者と哲学者の密室 天城一と笠井潔、そして探偵と密室と社会』で第74回日本推理作家協会賞（評論・研究部門）候補、第21回本格ミステリ大賞（評論・研究部門）受賞[5]
- 2024年 - 『密室ミステリガイド』で第24回本格ミステリ大賞（評論・研究部門）候補[6]

## 著書一覧
- 『『鉄人28号』大研究 操縦器の夢』（2002年 講談社）
- 『エラリー・クイーン Perfect Guide』（2004年 ぶんか社）
  - 『エラリー・クイーン パーフェクトガイド』（2005年 ぶんか社文庫）
- 『エラリー・クイーン論』（2010年9月 論創社）
- 『エラリー・クイーンの騎士たち 横溝正史から新本格作家まで』（2013年9月 論創社）
- 『本格ミステリ戯作三昧 贋作と評論で描く本格ミステリ十五の魅力』（2017年12月 南雲堂）
- 『数学者と哲学者の密室 天城一と笠井潔、そして探偵と密室と社会』（2020年9月 南雲堂）
- 『本格ミステリの本流 本格ミステリ大賞20年を読み解く』（共著、2020年12月 南雲堂）
  - 共著：浅木原忍、乾くるみ、円堂都司昭、大森滋樹、佳多山大地、小森健太朗、千街晶之、杉江松恋、千澤のり子、蔓葉信博、法月綸太郞、波多野健、諸岡卓真、渡邉大輔
- 『エラリー・クイーン完全ガイド』（2021年11月 星海社新書）
- 『密室ミステリガイド』（2023年6月 星海社新書）

### 翻訳
- 『エラリー・クイーンの国際事件簿』（エラリー・クイーン著、2005年7月 創元推理文庫） - Ellery Queen's International Case Book
- 『間違いの悲劇』（エラリー・クイーン著、2006年1月 創元推理文庫）
- 『ミステリ・リーグ傑作選 上』（飯城勇三編、2007年5月 論創海外ミステリ）
- 『ミステリ・リーグ傑作選 下』（飯城勇三編、2007年6月 論創海外ミステリ）
- 『ナポレオンの剃刀の冒険 聴取者への挑戦 I』（エラリー・クイーン著、2008年3月 論創海外ミステリ） - The Adventure of the Murdered Moths and Other Radio Mysteries Vol.1
- 『死せる案山子の冒険 聴取者への挑戦 II』（エラリー・クイーン著、2009年3月 論創海外ミステリ） - The Adventure of the Murdered Moths and Other Radio Mysteries Vol.2
- 『ミステリの女王の冒険 視聴者への挑戦』（エラリー・クイーン著、2010年2月 論創海外ミステリ） - The Adventure of the Grand Old Lady and Other Television Adventures of Ellery Queen
- 『エラリー・クイーンの災難』（エドワード・D・ホック他著、飯城勇三編、2012年5月 論創海外ミステリ） - The Misadventures of Ellery Queen
- 『チェスプレイヤーの密室 エラリー・クイーン外典コレクション1』（エラリー・クイーン著、2015年9月 原書房）
- 『エラリー・クイーン 推理の芸術』（フランシス・M・ネヴィンズ著、2016年11月 国書刊行会） - Ellery Queen: The Art of Detection
- 『犯罪コーポレーションの冒険 聴取者への挑戦 III』（エラリー・クイーン著、飯城勇三編、2018年7月 論創海外ミステリ） - The Adventure of the Murdered Moths and Other Radio Mysteries Vol.3
- 『エラリー・クイーン 創作の秘密 往復書簡1947 - 1950年』（ジョゼフ・グッドリッチ編、2021年6月 国書刊行会）
- 『消える魔術師の冒険 聴取者への挑戦IV』（エラリー・クイーン著、飯城勇三編、2021年5月 論創海外ミステリ）